# Kidwellita
La kidwellita es un mineral, fosfato de hierro y sodio, con hidroxilos e hidratado, que fue descrito a partir de ejemplares obtenidos en un yacimiento situado en las montaña Fodderstack, en Norman, condado de Montgomery, Arkansas (USA), que consecuentemente se considera la localidad tipo. El nombre es un homenaje a Albert Lewis Kidwell, coleccionista de minerales, que trabajó como geólogo de investigación en varias compañías petroleras.

## Propiedades físicas y químicas
La kidwellita aparece como esferillas formadas por microcristales aciculares divergentes, alargados en dirección [010], o por costras más o menos compactas, con aspecto externo botrioidal, y con brillo sedoso. El color puede ir del amarillo pálido al verde grisáceo claro. La estructura de este mineral es compleja, semejante a la de la laubmannita, y puede contener arsénico en lugar del fosfato, y cobre, aluminio y otros metales substituyendo al hierro. Además puede formar estructuras de crecimiento epitaxial con la laubmannita, con la rockbridgeita y con la dufrenita.

## Yacimientos
La kidwellita es un mineral secundario, formado por alteración de otros fosfatos, especialmente en pegmatitas. No es un mineral común, y conoce en alrededor de 50 localidades en el mundo. Aparece asociada especialmente a strengita, beraunita, dufrenita, rockbridgeita y cacoxenita. En España se conoce su presencia en la mina La Paloma, Zarza la Mayor (Cáceres).